# Dioscorea sambiranensis
Dioscorea sambiranensis är en enhjärtbladig växtart som beskrevs av Reinhard Gustav Paul Knuth. Dioscorea sambiranensis ingår i släktet Dioscorea och familjen Dioscoreaceae.

## Underarter
Arten delas in i följande underarter:
- D. s. bardotiae
- D. s. sambiranensis